# Ernesto Ornati
Ernesto Ornati (Vigevano, 12 febbraio 1932 – Saronno, 27 luglio 2022) è stato uno scultore, pittore e incisore italiano.
È presente con numerose opere in musei e collezioni pubbliche e private. Ha realizzato una galleria di ritratti in terracotta policroma e fusioni in bronzo di personaggi dell'arte e della cultura del XX secolo, donata dall'artista nel 2013, unitamente a numerose altre opere, ai Musei Civici di Pavia e ivi conservata.

## Biografia
Ernesto Ornati nasce il 12 febbraio 1932 a Vigevano, in provincia di Pavia, da Ester Ciprandi e Mario Ornati, ultimo di tre figli: Lucillo, Antonio ed Ernesto. Il padre Mario Ornati (1887-1955), pittore e affrescatore, allievo di Cesare Tallone (1853-1919) e professore presso l'Accademia di Belle Arti di Brera a Milano, lo educa fin da giovanissimo allo studio del disegno. Adolescente, svolge un periodo di apprendistato presso la bottega di Angelo Galloni (1900-1952), pittore di chiese, dal quale apprende la tecnica tiepolesca dell'affresco. Nel 1950 è ammesso all'Accademia di Belle Arti di Brera dove frequenta i corsi di scultura di Francesco Messina (1900-1995). Termina gli studi nel 1953. Su invito dello scenografo Attilio Colonnello lavora all'allestimento di elementi scultorei per scenografie del Teatro alla Scala all'interno dei locali della ditta Ercole Sormani. Tra il 1957 e il 1958 realizza quattro busti, fusi in bronzo, commissionati dalla città di Milano, di Giuseppe Parini, Alessandro Manzoni, Cesare Beccaria e Carlo Porta, di proprietà della Biblioteca Sormani, situata nel Palazzo omonimo. Dopo aver prestato servizio militare nei Granatieri di Sardegna a Roma rientra nuovamente a Milano. Su invito del pittore Gianfilippo Usellini (1903-1971), titolare di cattedra al Liceo Artistico di Brera, diviene suo assistente. 

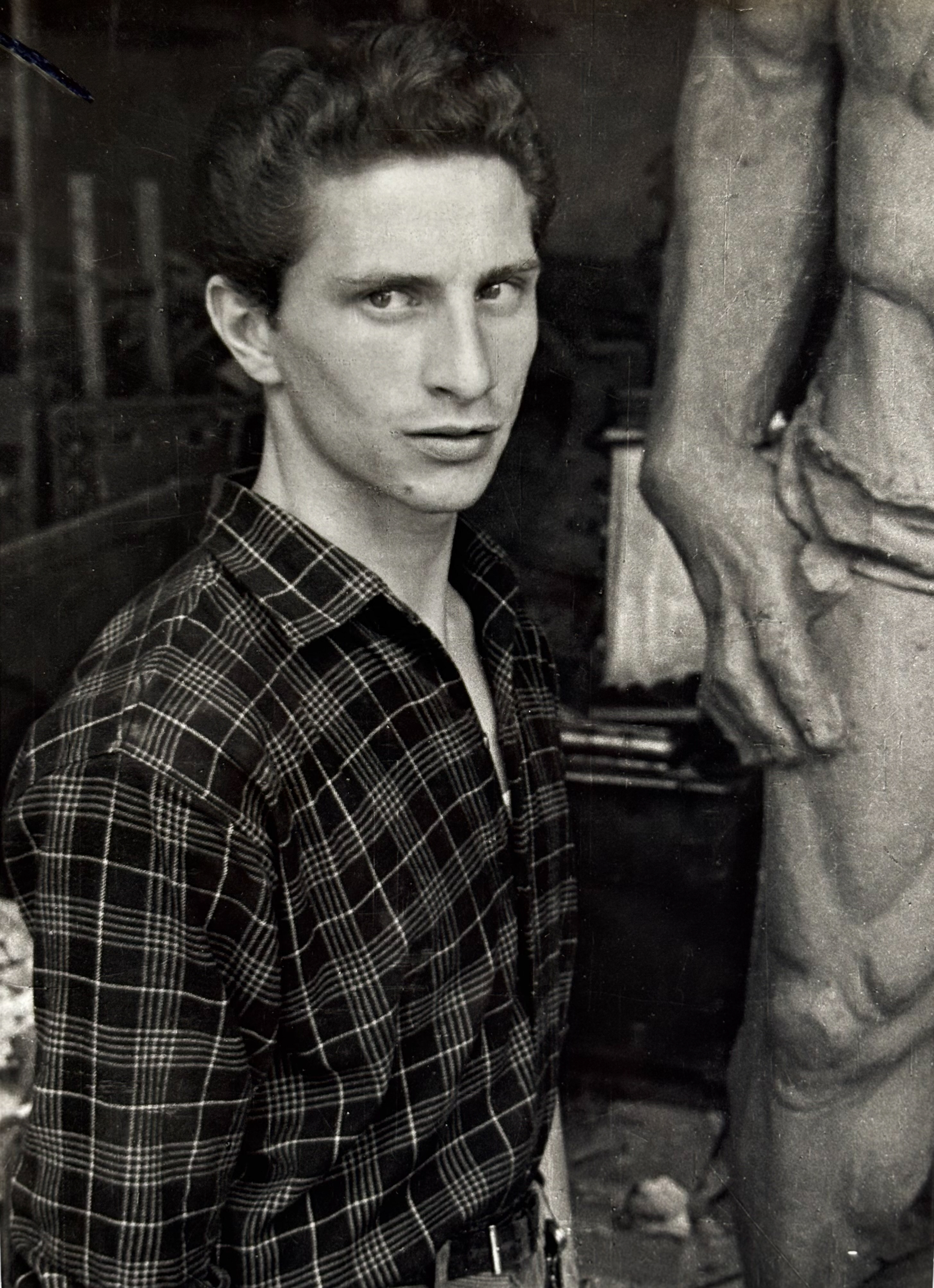
Ernesto Ornati all'età di 21 anni (1953) nei locali della ditta Sormani. Sullo sfondo si intravvede un elemento scultoreo per scenografie del Teatro alla Scala, Milano. Foto: Archivi Ornati.

Posa per lo scultore Giannino Castiglioni e, ormai esperto in terracotta, in seguito lo assiste per la realizzazione dell'altorilievo della Battaglia di Parabiago conservato presso la Sala del Consiglio comunale di Parabiago.  Riceve numerosi premi e riconoscimenti, tra i quali la Medaglia d'oro per la Scultura, conferita dalla Famiglia Artistica Milanese nel 1957, e il Premio città di Milano per giovani artisti, nel 1961. Nel 1963 lascia l'insegnamento per dedicarsi esclusivamente alla scultura. 
A cavallo tra gli anni Cinquanta e Sessanta è attivo nello studio di Corso Garibaldi 89 a Milano. Frequenta Floriano Bodini (1933-2005), Nino Cassani (1930-2017) e Pietro Diana (1931-2016), compagni di studi a Brera, nonché altri artisti come Giuseppe Banchieri (1927-1994) con i quali inizialmente condivide l'interesse per le correnti d'arte informale, focalizzandosi poi sulla figurazione e un realismo non accademico. A questo periodo risale uno dei primi ritratti della serie di personaggi del XX secolo (v. sez. Opere), quello di Carlo Carrà (1881-1966), amico del padre Mario, che Ornati esegue nel 1964.

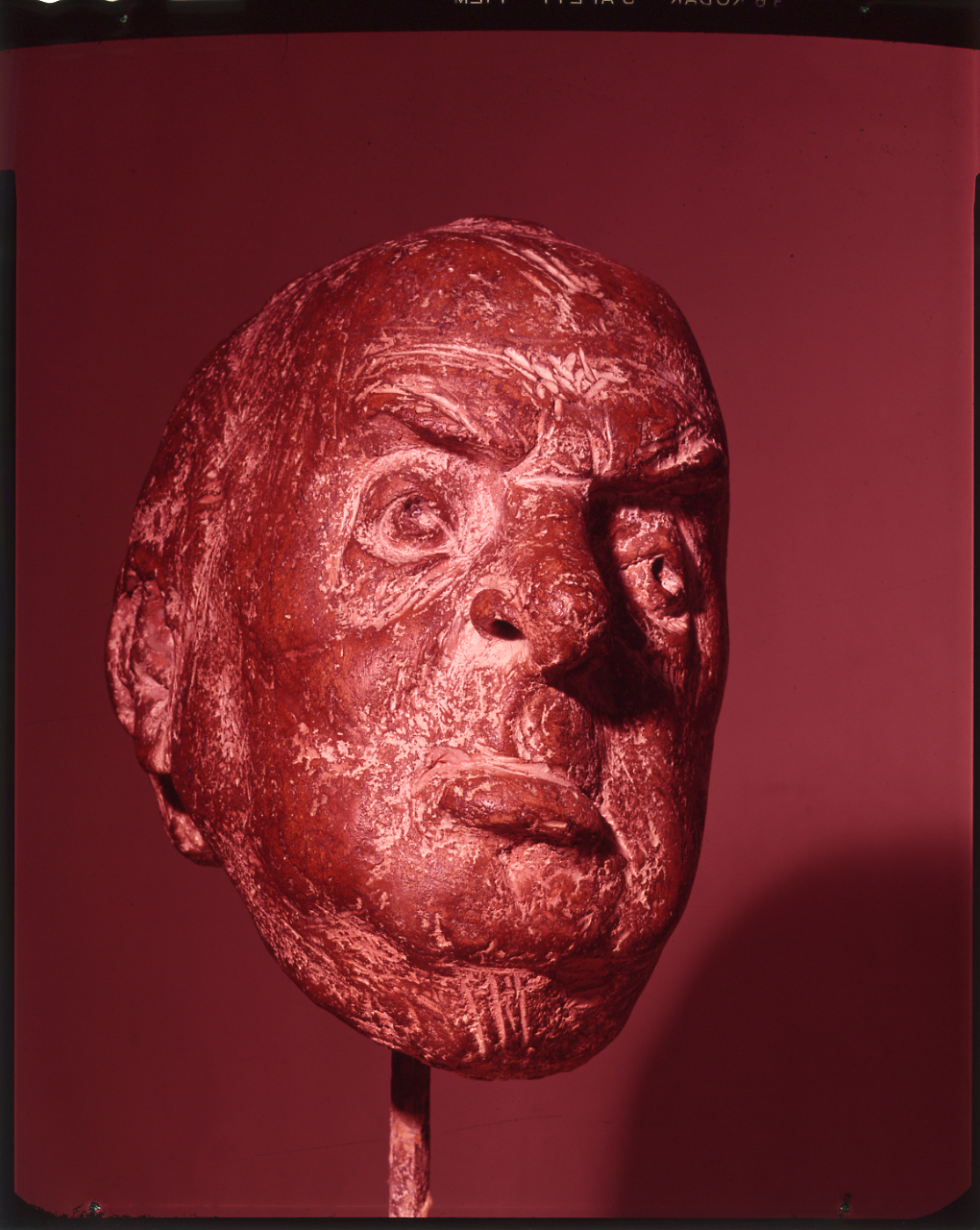
Ernesto Ornati. Ritratto di Carlo Carrà (1964). Terracotta Patinata. Foto: Archivio Paolo Monti.

Nel 1961 sposa Antoinette Larmore, conosciuta mentre quest'ultima studiava canto al Conservatorio Giuseppe Verdi di Milano. Il matrimonio ha luogo a Houston, Texas, ove Ornati esegue un gruppo scultoreo in bronzo a dimensione reale dedicato a tre figure della Riforma (Giovanni Calvino, John Knox e Martin Lutero) per la Central Presbyterian Church, ora conservate presso la St. Philip Presbyterian Church. Si stabilisce a Milano con studio in via Odoardo Tabacchi 11. 
A partire da metà anni sessanta Ornati frequenta le Ceramiche IBIS a Cunardo, dette anche Fornaci, luogo di rilevanza storica per la produzione di oggetti in ceramica. Dal 1964 in poi, grazie all'animazione culturale guidata dai figli del titolare, Gianni e Giorgio Robustelli, le Fornaci diventano punto d'incontro tra artisti internazionali. Alle Fornaci Ornati conosce lo scultore Remo Rossi (1909-1982) e il pittore regista Hans Richter (1888-1976), ritratti entrambi nel 1965, Virgilio Guidi (1891-1984), ritratto nel 1967, Hans (Jean) Arp (1887-1966) e molti altri. Assieme a questi artisti partecipa a numerose collettive presso la Galleria alle Torri, spazio espositivo collegato alle Fornaci. Scolpisce con diversi materiali, ivi inclusa la pietra, con la quale realizza, ad esempio, quattro figure per il frontone del Municipio di Garbagnate. Esegue numerose opere su commissione, ivi incluso, nel 1966, il ritratto di Giovanni Borghi, fondatore della Ignis.  
In questo periodo Ornati persegue, oltre alla ritrattistica dal vero, il tema della natura morta in scultura, realizzata sia in terracotta policroma, sia in bronzo. Nel nel 1967 espone a Milano alla Galleria Morone 6 (ora Nuova Galleria Morone) e nel 1970 alla Galleria il Milione (esposizione fotografata da Paolo Monti). 
Giovanni Testori, noto critico d'arte, sottolinea l'originalità di Ornati nel panorama italiano contemporaneo, rintracciandone i precedenti nella tradizione scultorea dei Sacri Monti.
Nel 1972 Ornati si trasferisce in zona Fornaci, a Cunardo, con la moglie e i due figli, Michela e Matteo, in una villa con studio progettata dal fratello architetto Antonio Ornati, esperto in barriere architettoniche.  Rientrato in Italia dopo un periodo di lavoro negli Stati Uniti, nel 1980 si stabilisce a Saronno, dove apre il suo studio.

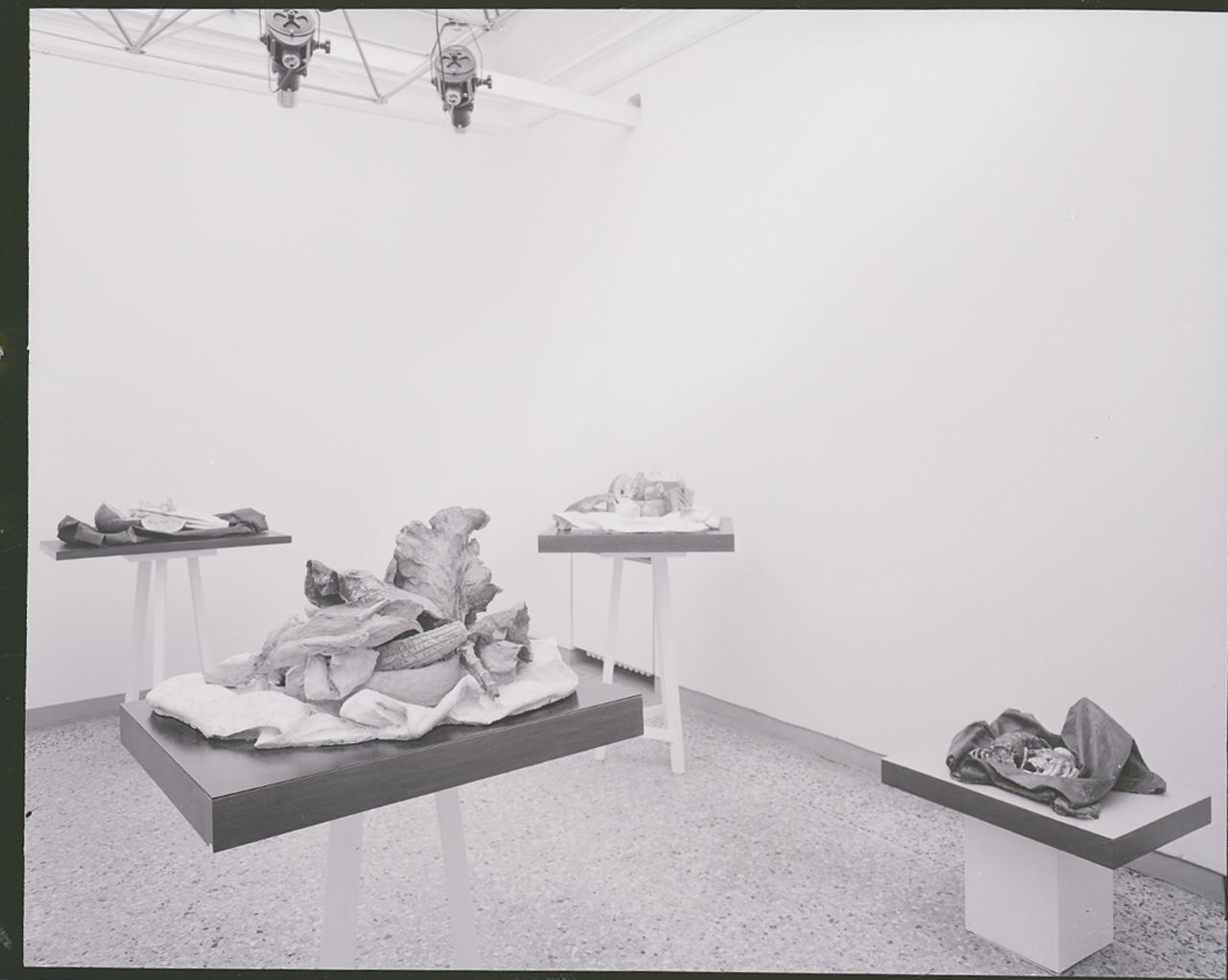
Interni della Galleria il Milione in occasione della personale di Ernesto Ornati nel 1970. Foto: Archivio Paolo Monti.

Nel 1990, il ritratto in bronzo a figura intera "Guardando il Mare", realizzato nel 1974, della modella Paola (soggetto del quale esiste un altro ritratto di grandi dimensioni, in terracotta policroma, conservato presso i Musei Civici di Pavia), è esposto in Corso Vittorio Emanuele a Milano, in occasione della mostra a cielo aperto "Percorso della Scultura" organizzata dal Comune di Milano. Seguono importanti commissioni sia per privati che per enti pubblici, quali il monumento al Generale Galvaligi, Comune di Brinzio e il monumento "Ai Bersaglieri", Triginto di Mediglia. Attivo nel Rotary International, Distretto 2040, è membro del comitato esecutivo della Commissione Tutela Patrimonio Artistico, promotrice dell'iniziativa "Il Castello dei Musei" (1997).
Ornati crea nuove tipologie di opere in terracotta policroma, da lui soprannominate pittorilievi, realizzate con la tecnica antica dello stiacciato (bassorilievo dal minimo spessore) e ispirate a temi letterari oppure a riflessioni sulla condizione umana; alcune di esse, precedentemente esposte, fanno parte della donazione ai Musei Civici di Pavia. Oltre alla produzione scultorea, disegna e dipinge ad acrilico sia ritratti che nature morte e paesaggi. Per enti privati, esegue numerosi modelli di medaglie ora conservati nella collezione GAMEC di Bergamo. 
Nel 2000 pubblica sul web un sito dedicato alla sua opera.
Nel 2003 il Museo Archeologico Provinciale di Potenza organizza una personale delle opere di Ornati, protrattasi fino al 2004. L'ultima esposizione personale dello scultore si tiene presso il Castello di Compiano, Parma, in occasione del Premio Letterario P.E.N. Club Italiano 2004.
In aggiunta alla produzione artistica, Ornati scrive tre conferenze riguardanti la sua personale visione di Leonardo da Vinci, Caravaggio e Michelangelo Buonarroti. Nel 1987 presenta Nel Segno di Leonardo al Centro Culturale San Fedele (ora Fondazione); nel 1998, in occasione della personale alla Civica Galleria d'Arte Moderna di Gallarate, propone Michelangelo da Caravaggio, chi realmente era costui. Conclude con un ciclo completo, ivi incluso il Canto in Morte di Michelangelo Buonarroti, presso Villa Gianetti, Saronno, nel 2006.

## Mostre (parziale)

### Personali
- Anni Cinquanta: 1958, Milano, Galleria Barbaroux[50]; 1958, Vigevano, Galleria de Grandi.
- Anni Sessanta: 1961, Houston, USA, Houston Galleries; 1964, Milano, Galleria Annunciata[51]; 1964, Locarno, Galleria Flaviana[52]; 1964, Zurigo, Burdeke Galerie; 1965, Varese, Galleria Alle Torri; 1967, Galleria Morone.

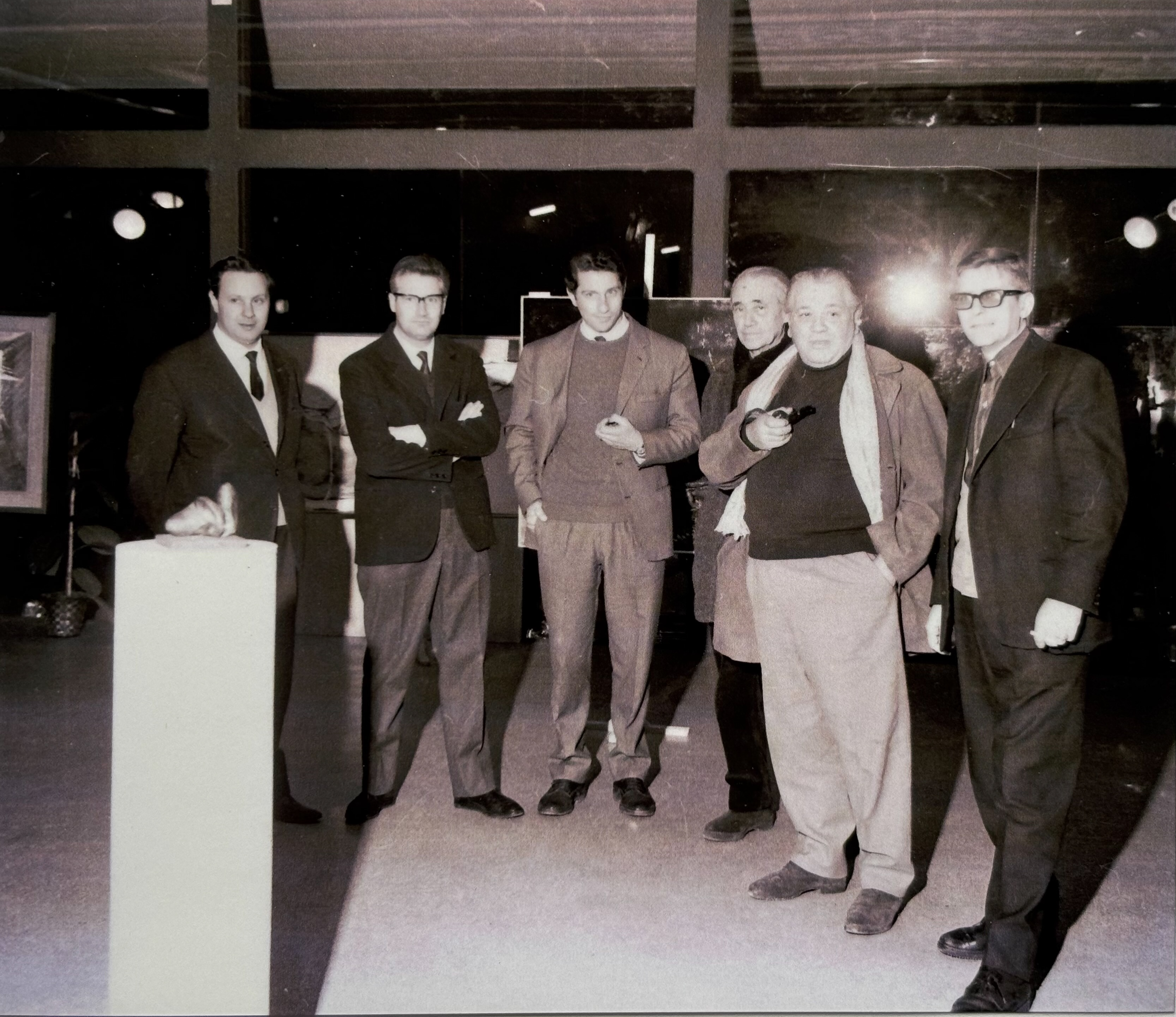
Da sin: sconosciuto, Enrico Della Torre, Ernesto Ornati, Hans Richter, Remo Rossi, Enzo Spadon. Galleria Alle Torri, Varese, 1965. Foto: Archivi Ornati.

- Anni Settanta: 1970, Milano, Galleria il Milione[53]; 1973, Milano, Galleria del Levante[54][55]; 1973, Varese, sede della Prealpina; 1974, Milano, Galleria Eidos[56]; 1975, Ferrara, Galleria d'Arte Estense; 1975, Milano, Galleria Buonaparte; 1975, Cunardo, Fornaci; 1976, Torino, Galleria Documenta[57].
- Anni Ottanta: 1981, Milano, Galleria Gianferrari[58][59][15]; 1981, Brescia, Galleria Ferrari[60]; 1982, Vigevano, Musei Civici, Castello Sforzesco, Galleria Ducale; 1982, Milano, sede della Banca Popolare di Milano; 1984, Milano, Circolo della Stampa[61]; 1985, Varese, Musei civici di Villa Mirabello; 1987, Tradate, Palazzo Municipale[62]; 1988, Roma, Palazzo della Banca Popolare di Milano.
- Anni Novanta: 1992-1993, Lussemburgo, Palais C.F.M.; 1992, Saronno, Biblioteca Civica[63]; 1992, Vigevano, Galleria Torre Martello; 1993, Monza, Montrasio Arte[64][65]; 1998, Gallarate, Civica Galleria d'Arte Moderna[48].
- Anni Duemila: 2002, Milano, Fondazione Stelline (antologica); 2003-2004, Potenza, Museo Archeologico Provinciale (antologica)[66]; 2004, Castello di Compiano, Parma[67]; 2013, Pavia, Musei Civici di Pavia, Castello di Pavia (antologica e donazione)[3].

### Collettive
- 1988, Mosca, sede dell’Associazione dei Pittori dell’URSS, Artisti varesini contemporanei a Mosca[68].
- 1988, Kiev, Museo d’Arte dell’Ucraina, Artisti Varesini Contemporanei.
- 1989, Tblisi, Museo d’Arte della Georgia, Artisti Varesini Contemporanei.
- 1990, Rozzano, Centro Culturale Cascina Grande. Storie di fuoco: 27 scultori e una fonderia - Omaggio a Pinella de Andreis[69][70].
- 1990, Milano, Percorso della Scultura in Corso Vittorio Emanuele. 30 Scultori per i Mondiali[39].
- 1993, Milano, XXXII Edizione della Biennale Nazionale d'Arte Città di Milano, Palazzo della Permanente[71]
- 2000, Milano, Figurazione a Milano: Dal secondo dopoguerra a oggi[72].

## Opere (parziale)
La produzione artistica di Ernesto Ornati include una serie di numerosi ritratti di personaggi del ventesimo secolo eseguiti esclusivamente dal vero. In ordine cronologico di esecuzione, dai primi anni sessanta a fine anni settanta:
- Bruno Grossetti, 1962, bronzo. Grossetti fu il fondatore della Galleria Annunciata[73] ove Ornati espone nel 1964 (personale)[51] e nel 1977 (collettiva)[74].
- Carlo Carrà, 1964. Una di due fusioni in bronzo fu donata da Ornati ai Musei Civici di Vigevano[3][75].
- Remo Rossi, 1965. Del ritratto, eseguito nello studio di Rossi a Locarno, esistono due versioni: la prima, in terracotta patinata, è parte della donazione Ornati ai Musei Civici di Pavia; la seconda, ritrovata nei depositi della Fondazione Remo Rossi[76] nel 2017, policromata da Ornati a cavallo del 2017-2018 e presentata in occasione della mostra Il Remo: Lo scultore ritratto dagli amici artisti[77] (Locarno, 3 marzo 2018 - 2 giugno 2018)[13] è custodita dalla Fondazione Remo Rossi a Locarno. Esiste un filmato[78] dello scultore mentre policroma il ritratto di Rossi, illustrandone la tecnica.
- Hans Richter,1965. Ornati conobbe Richter tramite Remo Rossi; il ritratto fu eseguito a Locarno. Una di due fusioni in bronzo fu donata da Ornati al pittore tedesco[3].

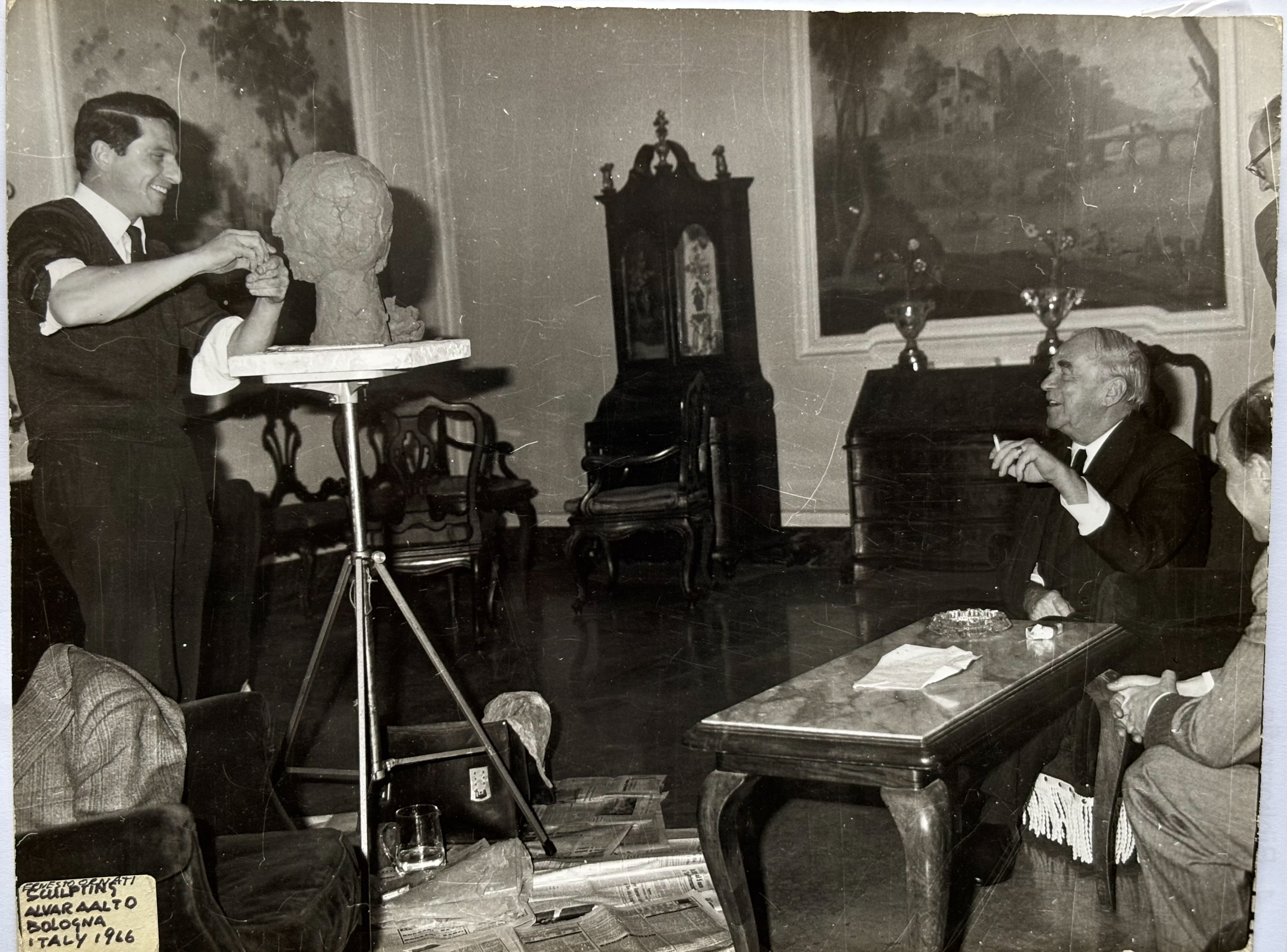
Ernesto Ornati ritrae l'architetto Alvar Aalto (Kuortane 1898 - Helsiniki 1976). Bologna, 1966. Foto: Archivi Ornati.

- Alvar Aalto[79], 1966, di cui una di due versioni in bronzo, donata da Ornati all'architetto finlandese, è custodita nella Aalto House[80] a Helsinki[81].
- Piero Chiara, 1966. Ornati conobbe lo scrittore italiano alle Ceramiche IBIS[82] di Cunardo. Una fusione in bronzo è di proprietà Chiara[3].

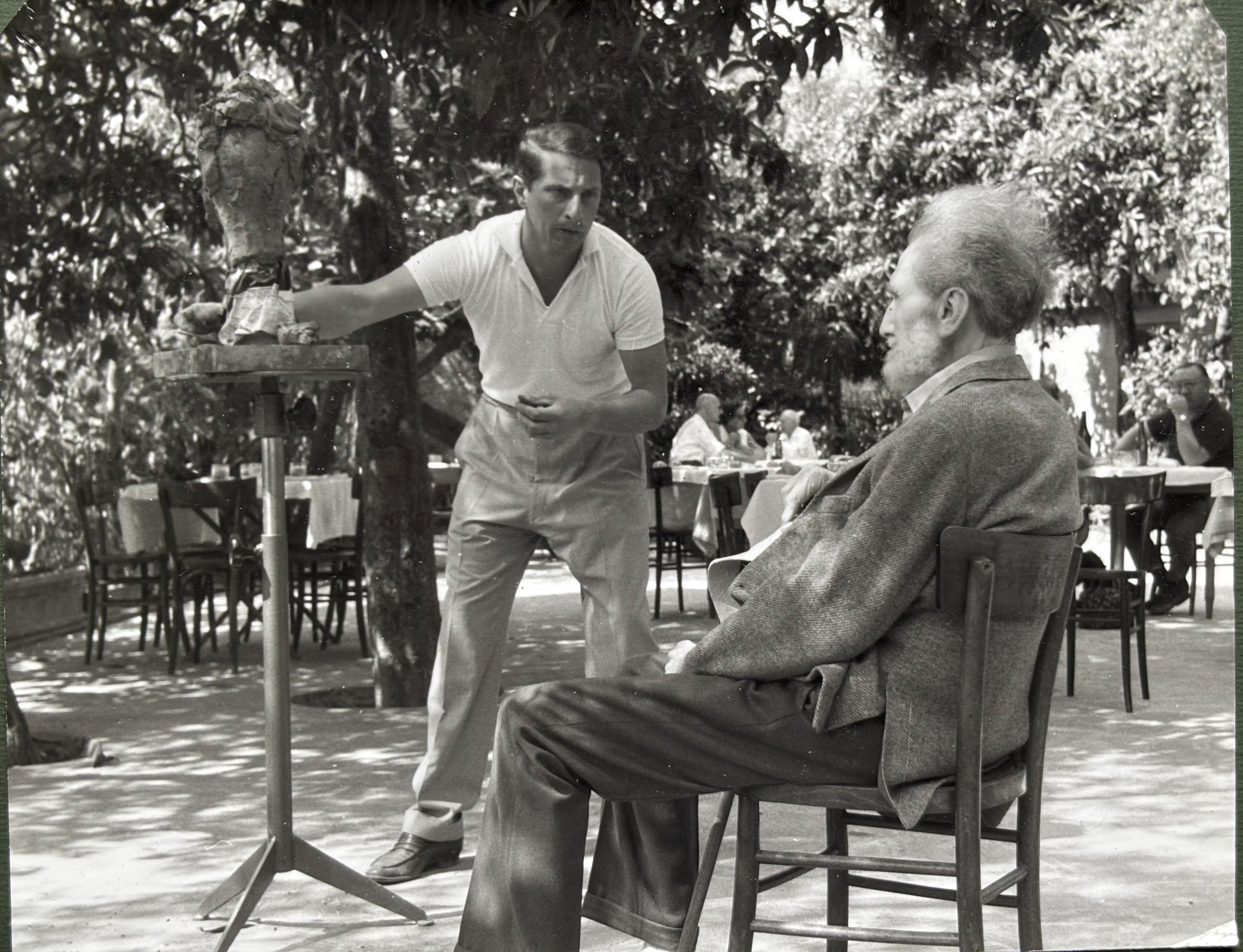
Ernesto Ornati ritrae Ezra Pound, Sant'Ambrogio di Rapallo, 1967. Foto: Archivi Ornati.

- Ennio Morlotti, 1966.

- Ezra Pound, 1967[2]. Per il tramite di Vanni Scheiwiller, Ornati ritrae il poeta in occasione di un suo soggiorno in Liguria.
- Virgilio Guidi, 1967.
- Graham Sutherland,1967. Ritratto eseguito a Venezia presso l'Hotel Cipriani[83] grazie ad un incontro organizzato dal poeta Giorgio Soavi. Una fusione in bronzo fu donata da Ornati al pittore[3].
- Giovanni Testori, 1970 [84].
- John Cheever, 1979, ritratto eseguito nel contesto di un evento aperto al pubblico[85] organizzato dalla State University of New York presso il Katonah Museum of Art[86].

Dagli anni novanta in poi, posano per Ornati numerosi artisti e intellettuali italiani: Giancarlo Sangregorio, 1989; Luiso Sturla, 1989; Giancarlo Ossola, 1989; Agostino Pisani, 1990; Enrico della Torre, 1990; Graziella Marchi, 1990; Federica Galli, 1990; Valentino Vago, 1990; Emilio Tadini, 1990; Floriano Bodini, 1990; Alik Cavaliere, 1990; Wanda Broggi, 1990; Giuseppe Banchieri, 1991; Gianfranco Ferroni, 1993; Giancarlo Vitali, 1995; Augusto Perez, 1995; Marcello Morandini, 1996; Rossana Bossaglia, 1998; Giuseppe Zigaina, 1999; Lucio Lami, 2004. 
L'intera collezione di trentuno ritratti di Personaggi dell'Arte e della Cultura del XX Secolo, nella versione originale in terracotta patinata oppure in una, di massimo due, fusioni in bronzo, è parte integrante della Donazione Ornati ai Musei Civici di Pavia. La Donazione consta di sessanta opere, tra sculture e pitture, conservate al Castello Visconteo e in gran parte esposte al secondo piano del Castello nella sezione museale Spazio900, inaugurata il 21 Aprile 2018 in presenza dello scultore.